# Anke Westendorf
Anke Westendorf (obecnie Maukel, ur. 26 lutego 1954 w Schwerinie) – niemiecka siatkarka, medalistka igrzysk olimpijskich, trzykrotna medalistka mistrzostw Europy.

## Życiorys
Westendorf była w składzie reprezentacji Niemiec Wschodnich podczas igrzysk olimpijskich 1976 w Montrealu. Zagrała we wszystkich trzech meczach fazy grupowej, wygranym pojedynku o miejsca od 5. do 8. z Peru oraz w przegranym meczu o 5. miejsce z Kubą. Wystąpiła na igrzyskach olimpijskich 1980 w Moskwie. Zagrała wówczas we wszystkich trzech meczach fazy grupowej, wygranym półfinale z Bułgarią oraz w przegranym finale ze Związkiem Radzieckim.
Z reprezentacją trzykrotnie zdobywała medale mistrzostw Europy; brąz w 1975 w Jugosławii oraz dwukrotnie srebro – w 1977 w Finlandii i w 1979 we Francji.
Grała w klubie SC Traktor Schwerin, z którym 1976 i 1977 wywalczyła mistrzostwo NRD.